# Pizzo, Kalabrien
Pizzo är en stad och kommun i provinsen Vibo Valentia i Kalabrien i södra Italien. Kommunen hade 9 329 invånare (2017) och gränsar till kommunerna Curinga, Francavilla Angitola, Maierato, Sant'Onofrio, Vibo Valentia.
En av stadens sevärdheter är borgen, i vilken Joachim Murat avrättades 1815.